# Бонапарт, Луи Наполеон Жозеф Жером
Луи Наполеон Жозеф Жером Бонапарт (фр. Louis-Napoléon-Joseph-Jérôme, Prince Napoléon, Prince français, Altesse Impériale; 16 июня 1864, Мёдон — 14 октября 1932, Пранжен) — принц Французской империи, представитель французского императорского дома Бонапартов, генерал-лейтенант Русской императорской армии.

## Биография
Сын Наполеона Жозефа («Принц Наполеон» или «Плон-Плон») и Клотильды Савойской, внук Жерома Бонапарта, принц Французской Империи. Годы его детства — годы процветания Второй империи во Франции. Принц Луи относился тогда к младшей ветви Бонапартов.
После падения империи семья ненадолго уехала из Франции, но в 1874 году вернулась обратно. После окончания образования принц Луи обосновался в особняке своей тётки принцессы Матильды Бонапарт.
Принц стал постигать все прелести светской жизни, что весьма обеспокоило его отца, Красного принца, придерживавшегося строгих правил поведения. Он заставил сына в 1884 году поступить на военную службу в 31-й пехотный полк в Блуа. Он отлично служил, но в 1886 году французский парламент издал закон, изгоняющий из страны всех, чьи семьи претендовали на трон Франции: Бурбонов, Орлеанов, Бонапартов.
В 1890 году в возрасте 26 лет Луи-Наполеон Бонапарт переезжает в Россию. Зачислен в русскую службу подполковником 25 ноября 1889 года в 44-й драгунский Нижегородский полк. Нахождение принца в Петербурге могло вызвать политические осложнения с Французской республикой. Могли подумать, что русский император Александр III оказывает политическую поддержку принцу Бонапарту. А это могли расценить как вмешательство во внутренние дела Франции.
В 1895 году принц стал полковником. Командовал 45-м драгунским Северским полком с 24 декабря 1896 по 6 марта 1897 года. Затем до 2 июля 1902 года командовал лейб-гвардии Уланским Ея Величества полком. 9 апреля 1900 года произведен в генерал-майоры. В 1903 году награждён орденом Святого Андрея Первозванного, высшей наградой государства.

Когда я приехала на плац, то услышала, как в публике обсуждали, появится ли сам принц Луи Наполеон, чтобы приветствовать французского президента. Принц, как, вероятно, знают мои читатели, был братом принца Виктора Наполеона, бонапартистского претендента на французский трон и мужа принцессы Клементины, дочери Леопольда, короля бельгийцев. В то время принц Луи командовал гвардейскими уланами, полком, чьим шефом была императрица Александра Фёдоровна. Поэтому его обязанностью было пройти во главе уланов. Что же он будет делать, когда дойдет до места, где надо отдавать салют, перед глазами французского президента? …
Принц скоро рассеял все сомнения. «Я — офицер, командующий российскими войсками, — заявил он, — и мой долг требует, чтобы я приветствовал президента Французской Республики. Я поступлю, как поступил бы любой другой русский офицер». Поэтому он, как и положено, салютовал президенту — поступок с его стороны, которым многие восхищались. На нём был орден Почетного легиона, унаследованный им от Наполеона III, двоюродного брата его отца.
— Барятинская М. Глава 6. Императорская семья. – Визиты к царю германского кайзера и французского президента. – Рождественская елка. – Визиты в Вогезы, Англию и Шотландию // Моя русская жизнь. Воспоминания великосветской дамы. 1870-1918. — М.: ЗАО Центрполиграф, 2006.
В начале Первой мировой войны жил в Швейцарии. После вступления Италии в войну состоял представителем России при итальянской армии.

### Брак и дети
Никогда не был женат, детей не оставил.

## Награды
Российские:
- Орден Святого Андрея Первозванного (15.05.1903)
- Орден Святого Владимира 3 ст. (1905)

Иностранные:
- Французский орден Почётного легиона, большой крест
- Итальянский орден Короны Италии, большой крест
- Турецкий орден Меджидие 1 ст.
- Японский орден Восходящего солнца 1 ст.
- Прусский орден Короны 2 ст. со звездой (1898)